# Stiphodon à collier
Espèce
Statut de conservation UICN

 CR B1ab(ii,iii)+2ab(ii,iii) : 
En danger critique
Le Stiphodon à collier ou Stiphodon discotorquatus est une espèce de poissons de la famille des Gobiidae, endémique de la Polynésie française, en danger critique d'extinction mais probablement éteinte d'après UICN.

## Distribution

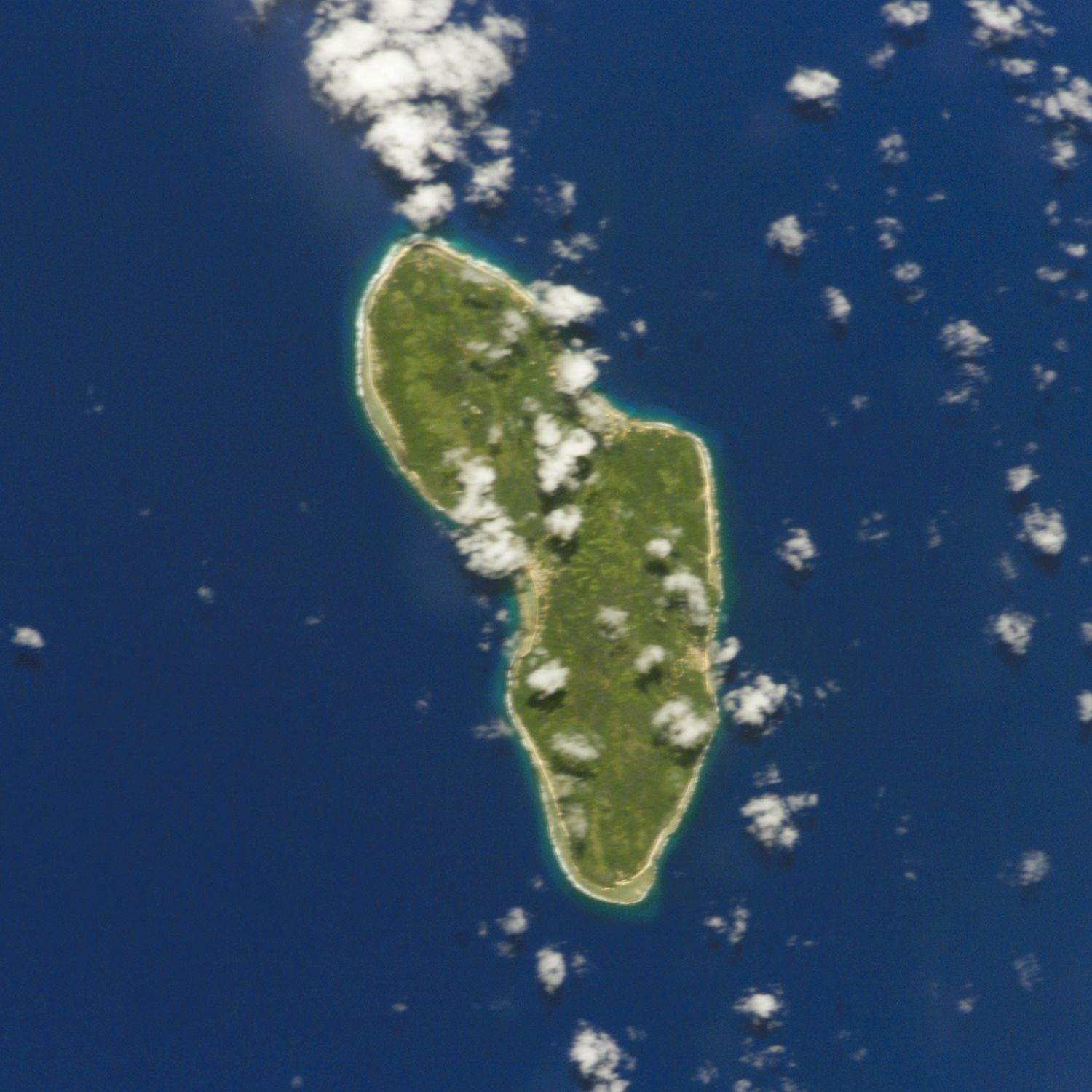
Ile de Rurutu.

Cette espèce est endémique de la Polynésie française, où elle n'est connue que sur l'île de Rurutu dans les îles Australes. Cette île a une superficie de 29 km2 et la rivière dans laquelle se trouve l'espèce a une longueur maximale de 2 km.

## Description
Stiphodon discotorquatus est une espèce qui habite des cours d'eau courts, propres et rapides, avec des fonds rocheux, qui sont proches de la côte. Elle est herbivore et se nourrit d'algues. L'espèce est amphidrome. Sa longueur maximale est de 2,6 cm pour les mâles et 2,1 cm pour les femelles.

## Statut
Le Stiphodon à collier répond aux critères de la catégorie En danger critique d'extinction. Comme aucun spécimen n'a été enregistré depuis la collecte initiale en 1985, cette espèce est également candidate à l'extinction éventuelle. En raison de la construction de barrages entre les années 1980 et 2000 qui modifient le débit des rivières de l'île, l'habitat disponible (zone d'occupation) pour ce poisson a diminué et continue de diminuer. La qualité de l'habitat est également en déclin, principalement en raison du défrichage et de l'utilisation de pesticides. 

## Publication originale
- Watson, R.E., 1995. Gobies of the genus Stiphodon from French Polynesia, with descriptions of two new species (Teleostei: Gobiidae: Sicydiinae). Ichthyol. Explor. Freshwat. 6(4):33-48.